# 伸和製薬
伸和製薬株式会社（しんわせいやく）は、東京都中央区日本橋人形町に本社を置く製薬会社である。

## 沿革
- 1962年 - 東京都荒川区南千住に会社設立。
- 1993年 - 本社を中央区日本橋蛎殻町に移転。
- 2012年 - 伸和製薬（本店所在地：南千住）へ事業を移管。
- 2023年 - 本社を中央区日本橋小伝馬町に移転。
- 2024年 - 本社を中央区日本橋人形町に移転。

## 商品

### 医薬品・医薬部外品
- 加味逍遙散シンワ【第2類医薬品】
- 補中益気湯シンワ【第2類医薬品】
- 五苓散シンワ【第2類医薬品】
- 猪苓湯シンワ【第2類医薬品】
- センナダイオウ錠シンワ【第2類医薬品】
- 苓桂朮甘湯シンワ【第2類医薬品】
- 防風通聖散シンワ【第2類医薬品】
- 防已黄耆湯シンワ【第2類医薬品】
- 当帰芍薬散シンワ【第2類医薬品】
- 当帰四逆加呉茱萸生姜湯【第2類医薬品】
- 小青竜湯シンワ【第2類医薬品】
- 半夏厚朴湯シンワ【第2類医薬品】
- 十味敗毒湯シンワ【第3類医薬品】
- 柴胡加竜骨牡蛎湯シンワ【第2類医薬品】
- 桂枝茯苓丸シンワ【第2類医薬品】
- 葛根湯加川芎辛夷シンワ【第2類医薬品】
- 葛根湯シンワ【第2類医薬品】

### 健康食品
- オルニチンM
- 田七
- アガリクス顆粒シンワ